# Solitudine (film 1951)
Solitudine (Night Into Morning) è un film del 1951 diretto da Fletcher Markle.

## Trama
Philip Ainley, professore universitario, vive una vita felice assieme alla moglie e al figlio: i suoi migliori amici sono il collega Tom e la fidanzata di lui Kathy, vedova di guerra. Mentre Ainley è al lavoro, una mattina nella sua abitazione scoppia un incendio; sua moglie e suo figlio vi lasciano la vita e il professore, caduto preda di una profonda depressione, si rifugia nell'alcool.
L'umore del professore cambia notevolmente, i suoi amici lo notano e temono che lui sia a rischio di suicidio; i suoi studenti sono costretti a subire le conseguenze del suo stato d'animo. Chuck Holderson, uno degli studenti più popolari del campus per le sue doti d'atleta, non riesce a superare un esame e questo pregiudica la sua carriera. La sua ragazza, Dottie, tenta di intervenire facendo appello alla sua comprensione, ma non riesce ad ottenere alcun risultato: il professore le consiglia addirittura di rinunciare a sposarsi per evitare dolori e tragedie nei casi come il suo. Poi, per accompagnare a casa Dottie, prende l'automobile pur essendo completamente ubriaco e provoca un terribile incidente dal quale i due escono miracolosamente illesi. 
Ainley, scosso dall'episodio, concede a Chuck di ripetere l'esame e lo promuove. Poi, sistemate le sue cose e annunciata la sua partenza per un viaggio, si reca in un albergo dove Kathy, avendo intuito le sue intenzioni e avendolo seguito, arriva appena in tempo per sventare il suo tentativo di suicidio.

## Produzione
Solitudine è il terzo film di Ray Milland sul tema dell'alcoolismo. I primi due furono Giorni perduti e Perdonami se ho peccato.
Il film, prodotto dalla Metro-Goldwyn-Mayer con i titoli di lavorazione People in Love e People We Love, venne girato dal 27 novembre 1950 all'11 gennaio 1951.
Il film segna il debutto dell'attrice inglese Dawn Addams.